# カモメトゥモロー/世界を変えるピアノが歌う
「カモメトゥモロー/世界を変えるピアノが歌う」（カモメトゥモロー/せかいをかえるピアノがうたう）は、GOING UNDER GROUND×末光篤（a.k.a. SUEMITSU & THE SUEMITH）のシングル。タワーレコードより2013年5月8日発売。

## 概要
GOING UNDER GROUNDにとっては「メロンティー」（メロン記念日×GOING UNDER GROUND）以来のコラボレート・シングル。タワーレコードによる企画盤として、タワーレコードオンライン及び同店舗限定で販売された。7インチシングル盤のレコードのサイズの紙ジャケットにCDが封入されている。
GOING UNDER GROUNDと末光篤はGOING UNDER GROUNDのシングル「ならば青春の光」、アルバム『ひとりぼっちになる日のために』、末光篤のアルバム『Colors of Concelt 色彩協奏曲』でもコラボレーションを行っている。
GOING UNDER GROUNDは本作発売時にはツアー「GOING UNDER GROUND TOUR 2013『Roots＆Routes』」を行っていたが、このツアーファイナルであった2013年7月13日のLIQUIDROOM ebisuでの公演は末光篤をゲストに迎え、「GOING UNDER GROUND TOUR 2013『Roots＆Routes』FINAL 上半期大感謝祭『カモメたちトゥモロー』」と題して行った。
本作発売直前の2013年5月6日に日比谷野外大音楽堂で行われたGOING UNDER GROUND主催のライブでのタイトル曲の演奏映像がGOING UNDER GROUNDの公式YouTubeチャンネルで「「カモメトゥモロー」5/6SOU FES ver.」のタイトルで公開されている。

## 収録曲
1. カモメトゥモロー
（作詞：松本素生、作曲：松本素生、末光篤）
2. 世界を変えるピアノが歌う
（作詞：松本素生、作曲：末光篤）
本作収録バージョンでは末光がメインボーカルをとっているが、末光のアルバム『Colors of Concerto 色彩協奏曲』には「feat.松本素生」としてGOING UNDER GROUNDの松本素生がメインボーカルをとっているバージョンを収録している。これは末光によれば「曲は歌詞を書いた人が歌うのがいちばん強いんじゃないか」と思い「歌詞を書いた人の言葉で歌われる歌を聴きたかった」ためであるという[3]。
3. Allegro Cantabile
（作詞・作曲：末光篤）
末光の楽曲をGOING UNDER GROUND×末光篤でカバーしており、GOING UNDER GROUNDの松本・河野・中澤（石原を除く）と末光の4声ハーモニーで構成されている[1]。

## 収録アルバム
カモメトゥモロー
- GOING UNDER GROUND - ひとりぼっちになる日のために

世界を変えるピアノが歌う
- 末光篤 - Colors of Concerto 色彩協奏曲（「世界を変えるピアノが歌う feat.松本素生」として別バージョンを収録）